# Baccalieu Island Ecological Reserve
Die Baccalieu Island Ecological Reserve ist ein Naturschutzgebiet vor der Nordostküste der zur kanadischen Provinz Neufundland und Labrador gehörenden Insel Neufundland. Das Reservat wurde 1991 provisorisch eingerichtet. 1995 erhielt das Schutzgebiet seinen heutigen Status.

## Lage
Das Schutzgebiet umfasst die 5 km² große Insel Baccalieu Island sowie 18 km² umliegende Wasserfläche. Die Insel liegt 2,8 km vor der Nordwestspitze der Avalon-Halbinsel. Die Gemeinde Bay de Verde befindet sich etwa 7 km südwestlich der Insel. Zwischen dem 1. April und dem 31. Oktober gelten strengere Bestimmungen für den Zugang des Schutzgebietes.

## Fauna
Auf Baccalieu Island befindet sich die größte Brutkolonie des Wellenläufers (Oceanodroma leucorhoa). Sie besteht aus etwa 3,36 Millionen Brutpaaren. Die Vögel sind gewöhnlich tagsüber auf dem Meer auf Beutefang und kommen erst bei Dunkelheit auf die Insel. Außerdem beherbergt die Insel die zweitgrößte Brutkolonie von Papageitauchern in Nordamerika. Sie umfasst etwa 75.000 Brutpaare. Auf der Insel kommen außerdem Dreizehenmöwe, Trottellumme, Dickschnabellumme, Tordalk und Eissturmvogel vor.